# Xavier Cugat
Francisco de Asis Javier Cugat Migall de Bru y Deulofeu, dit Xavier Cugat, né le 1er janvier 1900 à Gérone et mort le 27 octobre 1990 à Barcelone, surnommé « Cugi » ou encore « Le Roi de la rumba » de par sa musique « d'inspiration tropicale », est un musicien espagnol.
Compositeur et chef d'orchestre. Violoniste dans des orchestres de café et même dans l'Orchestre symphonique de La Havane. Il est la référence de la musique de danse latine pour l'industrie cinématographique hollywoodienne à partir des années 1930.
Menant une vie sentimentale tumultueuse (quatre mariages), il fait carrière aux États-Unis en jouant une musique d'inspiration cubaine. Artiste accompli, il est aussi bon peintre et dessinateur que musicien et fait carrière pendant quelque temps dans la caricature.

## Biographie et carrière
Il naît en 1900 en Espagne, à Gérone, dans une famille qui émigre à Cuba en 1905. Il étudie le violon classique et joue dans un orchestre au Théâtre national de La Havane. Comme son frère, Francis Cugat (1893-1981), auteur de la célèbre couverture de The Great Gatsby (1925), probablement l'une des images les plus emblématiques de l'histoire du design littéraire, il devient également graphiste, plus précisément dessinateur de bandes dessinées.
Xavier Cugat est fasciné très jeune par la musique, qu'il découvre auprès du luthier de sa ville. La légende rapporte que ce dernier, lassé de ses questions, lui offre un violon. Son père le trouve très doué et lui permet de suivre une formation musicale.

### Les années difficiles
Il est âgé de quatre ans lorsque sa famille émigre à Cuba, où il s'initie aux rythmes tropicaux.
Au cours de sa dixième année, il gagne quelque argent en interprétant inlassablement La Veuve joyeuse et El Anillo de hierro (zarzuela) à la terrasse des cafés.
Il travaille ensuite au cinéma Le Payret, où il assure un fond musical aux films muets projetés dans la salle. Il est accompagné par Moisés Simons.
Sur recommandation de son professeur de violon et après avoir passé une audition, il est engagé par le directeur de l'Orchestre symphonique de La Havane dont il devient premier violon à l'âge de 12 ans.
Il est âgé de 18 ans lorsqu'il séjourne à New York et y rencontre un jeune pianiste catalan avec lequel il monte un duo pour jouer dans les cafés et restaurants en vogue. Tous deux s'exhibent en particulier à l'hôtel Waldorf Astoria, lieu de séjour de nombreux artistes lorsqu'ils sont de passage au Metropolitan Opéra. Cugat fait ainsi la connaissance d'Enrico Caruso, se lie d'amitié avec lui et l'accompagne dans sa tournée à travers les États-Unis.
À force de travail, Xavier Cugat progresse et peut, grâce à ses appuis dans le monde de la musique, se présenter au Carnegie Hall, où il ne rencontre qu'un succès mitigé.
Sa famille revient s'installer en Catalogne, ce qui permet au jeune Cugat d'aller étudier en Allemagne.
En 1924 Xavier Cugat retourne aux États-Unis. Il se présente à nouveau devant le public de Carnegie Hall qui, cette fois-ci, l'acclame. Mais le succès n'est toujours pas acquis auprès des critiques. Profondément vexé, Cugat s'engage dans l'orchestre populaire de Vincent Lopez bien que n'étant pas familier de ce genre de musique.
À New York, il retrouve Rita Montaner, avec qui il avait travaillé au conservatoire lorsqu'elle y étudiait le chant, fondatrice d'un orchestre dont Cugat prend la direction. En 1926, ils sont tous deux engagés à Broadway dans la revue à succès Una noche en España, et se marient,.
En 1928 Cugat suit Rita à Paris, où elle est engagée pour chanter, mais sans son orchestre. Le rôle de mari effacé ne lui convient pas vraiment. Il divorce et part pour la Californie s'établir comme vendeur d'antiquités.
Un nouvel échec avec l'Orchestre symphonique de San Francisco le pousse vers l'illustration. Il entre comme caricaturiste au Los Angeles Times. À cette occasion, il fait la connaissance d'acteurs hollywoodiens, dont Charlie Chaplin, qu'il croquera en caricature. Cugat épouse en deuxièmes noces la chanteuse Carmen Castillo (1900-1966).
Rudolph Valentino le pressent pour interpréter le tango de son film Les Quatre Cavaliers à la tête d'une petite formation. Celle-ci, composée du pianiste cubain Nilo Menéndez, de l'accordéoniste Billy Hobbs, du percussionniste Ray González, de Xavier Cugat et de la chanteuse Carmen Castillo, se transforme en groupe semi-professionnel et anime le cabaret Montmartre à Los Ángeles puis celui de La Enseñada à Puerto Vallarta. Ce dernier cabaret, situé en plein désert mexicain, n'attire guère les foules, si bien que l'expérience mexicaine est un échec.
De retour en Californie, Valentino introduit Cugat au cabaret Cocoanut Groove. Sa formation interprète de la musique latino-américaine que Xavier Cugat, bien que connaissant mal cette culture, adapte au goût des Américains.

### Le succès
Le tango est de plus en plus à la mode sur la côte Ouest des États-Unis. Cugat se met au goût du jour et lance  la rumba à la tête de l'orchestre du cabaret Cocoanut Groove. Il baptise cette formation « Xavier Cugat y sus Gigolos ». Le succès est au rendez-vous. Sa formation figure en première place dans les spectacles du cabaret. Xavier Cugat ambitionne alors une carrière cinématographique. Ce seront les films Charros, Gauchos y Mano en 1927, Xavier Cugat y sus Gigolos et Xavier Cugat y su companía en 1928. En 1931, il engage une danseuse âgée de 13 ans, Margarita Carmen Cansino, la future Rita Hayworth, pour se produire à Tijuana. La même année, Chaplin lui demande d'interpréter au violon un des thèmes musicaux de son film Les Lumières de la ville.

### La consécration
La renommée de Cugat s'étend peu à peu et passe les frontières de la Californie dès le début des années 1930. Il s'installe au Waldorf Astoria en 1932. Sa formation en devient le groupe résident et assure la représentation quotidienne, en soirée, du cabaret de l'hôtel, le Starlight Roof, puis, très rapidement il obtient les matinées du Start Room dans ce même hôtel. Il conserve le fidèle Nilo Menéndez au piano ainsi que le percussionniste Ray Gonzalez, auxquels il adjoint Alberto Calderon à la batterie et José Piñita à la trompette. Sa nièce, Margo, assure les numéros de danse, Carmen Castillo est chanteuse du groupe. En fait, l'orchestre joue souvent en solo.
Il se voit contraint de remplacer Carmen et Margo à la demande de la direction qui les trouve un peu « vieillissantes ». Il conservera néanmoins Carmen à ses côtés jusqu'à leur séparation et la fera participer à ses nombreux enregistrements et tournées.
Lors de sa première émission radiodiffusée au sein du programme Cena en el Waldorf Astoria, il propose des thèmes tirés de la musique latino-américaine en vogue.
Dès 1933, Cugat enregistre Caminito, En el Rancho grande, Dusk, Gypsy airs, etc., qui deviennent des airs à la mode.
Cugat part pour un coast to coast (une tournée à travers les États-Unis, d'une côte à l'autre) avec sa formation qu'il baptise Xavier Cugat y su Orquesta del Waldorf Astoria.
Il puise largement dans la musique cubaine, qu'il récrit en la remaniant pour la mettre au goût des Américains. Bien que sa musique n'ait plus qu'un très lointain rapport avec ses liens d'origine, Cugat reste l'auteur qui a le plus contribué à la diffusion des rythmes cubains depuis la fin des années 1920 et pendant la majeure partie des années 1930.
Cugat fait appel à divers chanteurs lors de ses enregistrements, mais ce sont les voix masculines qui prédominent : Alfredito Valdès, Machito (Negro a Reza, 1939), Miguelito Valdès (1940-1941) dans un de ses plus grands succès, Perdida (1940), dont un extrait sert de support musical à une scène du film Casablanca, Pozo Gonzales dit « Chano » (Anna Boroco Tinde), Tito, le portoricain (Bim Bam Bum, en 1942), Connie Francis, qui interprète la chanson Siboney dans le film 2046 de Wong Kar-wai, Alys Robi, célèbre chanteuse canadienne française qui popularise grand nombre de chansons sud-américaines en versions françaises, et enfin l'inoubliable voix féminine de Dinah Shore en 1939. Tous ont contribué à la notoriété de l'orchestre de Xavier Cugat, qui se produit à l'Empire Room, sur les antennes de NBC, à Cleveland et à Chicago (1940) pour ne citer que les enregistrements les plus importants.
De 1942 à l'été 1946, la guerre éloigne l'orchestre des studios d'enregistrements. Il se met à la disposition de l'Administration américaine pour de nombreuses tournées dans les campements militaires de l'étranger. C'est ainsi qu'en 1946 on le retrouve dans les Philippines auprès des prisonniers japonais.
En 1947, Cugat quitte le Waldorf Astoria emmenant avec lui deux chanteurs de talent : Dean Martin et Jerry Lewis.
On le retrouve lors d'une tournée au Venezuela la même année, au Pérou en 1960, en Bolivie en 1962. Il enchaîne les tournées internationales avec son orchestre, auquel il adjoint les voix féminines de Lorrain Allen, Carmen Miranda, Lina Romay puis d'Abbe Lane. Il recrute cette dernière en 1950 et la garde dans son groupe tout au long de la décennie. Le premier thème qu'elle interprète aux côtés de Cugat est The wedding Samba.
Il est au Japon en 1965, enregistre sur des thèmes français, espagnols et italiens pour l'Europe et remporte partout le même succès.
Au cours de sa carrière, Xavier Cugat parcourt quasiment tous les pays du monde. Le secret de sa réussite est de toujours savoir adapter la musique latino-américaine (qu'il qualifie de « tropicale »), en en simplifiant les thèmes pour les rendre accessibles au goût du public dont il est l'hôte.
Aboutissement de sa faculté d'adapter les genres, il propose, au cours des années 1960, une musique purement « commerciale » comme Cugi's cocktail (1963).
En 1963, Cugat est profondément affecté tant sur le plan sentimental que musical par le départ d'Abbe Lane, mais rebondit très vite en entraînant dans son sillage une nouvelle chanteuse, Charo, dont il fait sa quatrième épouse et qu'il appointe comme chanteuse de folk.
En marge de ses tournées, Cugat trouve le temps de participer au tournage de quatre films entre 1948 et 1949 à la tête de son orchestre.

### La retraite
Xavier Cugat décide de mettre un terme à sa carrière musicale en 1970. En 1973, il enregistre toutefois avec son orchestre un dernier double 33 tours, qui reste l'un des plus vendus et célèbres.
Il se retire en Catalogne et continue de peindre, dessiner, caricaturer, présentant ses œuvres dans de nombreuses salles d'exposition. En 1990, il reçoit la croix de Saint-Georges, distinction décernée par la généralité de Catalogne.
Xavier Cugat meurt le 27 octobre 1990 à Barcelone.

### Hommages
Le nom de Xavier Cugat est cité comme le 102e des 480 souvenirs évoqués par Georges Perec dans son recueil Je me souviens, paru aux éditions Hachette en 1978.

Il est aussi cité, avec celui d'Yma Sumac, dans les paroles du tube Joe le taxi, interprété par Vanessa Paradis en 1987.

## Discographie
La discographie de Xavier Cugat est trop importante pour être détaillée dans cet article. Ci-dessous sont sélectionnés quelques disques essentiels, quasiment tous gravés sur vinyle.
- The Early years, N.Y. 1933-38, Harlequin 55.
- Xavier Cugar & his Ochestra. Rumba Rumbero, N.Y. 1937-1943, Tumbao 023.
- Xavier Cugat & his Orchestra, N.Y. 1940-1942, Tumbao 002.
- The War years, N.Y. 1941-45, Harlequin 174.
- With José Luis Moneró, N.Y. 1946-48, Harlequin 170.
- Live from The Waldorf Astoria, N.Y. 1950-54, Harlequin 161.
- Cugi's Cocktails. Xavier Cugat & his Orchestra, N.Y. 1963, Mercury 20832.

## Filmographie
- Ô toi ma charmante (You Were Never Lovelier, 1942), de William A. Seiter, avec Fred Astaire et Rita Hayworth
- Le Bal des sirènes (Bathing Beauty, 1944), de George Sidney, avec Esther Williams, Red Skelton et Basil Rathbone
- Le Souvenir de vos lèvres (This Time for Keeps, 1947), de Richard Thorpe, avec Esther Williams, Jimmy Durante, Lauritz Melchior et Johnny Johnston
- Le Célibataire (Lo scapolo, 1955), d'Antonio Pietrangeli, avec Alberto Sordi, Sandra Milo et Nino Manfredi
- Donatella (1956) de Mario Monicelli, avec Elsa Martinelli, Gabriele Ferzetti, Abbe Lane